# Quảng hoắc hương
Quảng hoắc hương, hay ngắn gọn là hoắc hương (tên khoa học: Pogostemon cablin (Blanco) Benth), là loài thực vật thuộc chi Pogostemon, họ Bạc hà. Cây có thể cao đến 0,75 m), hoa màu trắng hồng nhạt. Đây là loài bản địa của châu Á nhiệt đới, hiện nay được trồng ở Trung Quốc, Indonesia, Ấn Độ, Malaysia, Mauritius, Philippines, Thái Lan, Việt Nam và Tây Phi.
Pogostemon cablin, P. commosum, P. hortensis, P. heyneasus và P. plectranthoides đều là các giống cây trồng cho tinh dầu hoắc hương (tiếng Anh: patchouli oil).
Tinh dầu hoắc hương được chiết bằng cách chưng cất hơi nước.
Các thành phần tạo hương trong tinh dầu hoắc hương:
- Germacrene-B [1]
- Patchoulol [2][3][4]
- Norpatchoulenol [4]

Tinh dầu hoắc hương được dùng trong sản xuất nước hoa, dược phẩm, thuốc trừ sâu, chất thơm, thuốc dưỡng tóc.